# Wissenschaftliches Forum für Internationale Sicherheit
Das Wissenschaftliche Forum für Internationale Sicherheit (WIFIS) ist ein eingetragener Verein mit Sitz in Halle (Saale). WIFIS wurde 1952 gegründet und hatte bis 2024 seinen Sitz an der Führungsakademie der Bundeswehr in Hamburg.
WIFIS gilt als etablierte sicherheitspolitische Diskussionsplattform, deren erklärtes Ziel es ist, einen Dialog zwischen Militär und Wissenschaft, aber auch den Medien und der Verwaltung herzustellen. Der Verein strengt dazu interdisziplinäre Diskussionen und wissenschaftliche Publikationen auf dem Gebiet der Sicherheits- und Verteidigungspolitik an. So werden Jahrestagungen in Berlin und in Wien abgehalten und es wird eine Schriftenreihe im Verlag Barbara Budrich (von 1995 bis 2010 in der Edition Temmen) herausgebracht. Außerdem informiert die Reihe WIFIS aktuell unregelmäßig mit Kurzbeiträgen zu gegenwartsbezogenen Herausforderungen.
Der Verein hatte im Jahr 2024 340 nationale und internationale Mitglieder.  Im Mai 2024 wurde Johannes Varwick als Nachfolger von Michael Staack zum Präses gewählt.